# Yericó Abramo Masso
Yericó Abramo Masso (17 de outubro de 1975 em Saltillo estado de Coahuila) é um político mexicano, membro do Partido Revolucionário Institucional. É deputado federal.
Yericó Abramo Masso foi desempenhado aos cargos de regidor da cidade de Saltillo e presidente do comitê directivo municipal do PRI na mesma cidade.
Foi eleito deputado federal pelo IV Distrito Eleitoral Federal de Coahuila à LX Legislatura, de 2006 a 2009.
Ele considera-se o mais forte candidato para disputar, em 2009, a prefeitura de Saltillo.